# Strażnica KOP „Borysówka”
Strażnica KOP Borysówka – zasadnicza jednostka organizacyjna Korpusu Ochrony Pogranicza pełniąca służbę ochronną na granicy polsko-litewskiej.

## Formowanie i zmiany organizacyjne
W lutym 1926, w składzie 6 Brygady Ochrony Pogranicza, został sformowany 24 batalion graniczny. W 1928 w skład batalionu wchodziło 12 strażnic. W latach 1928 – 1929 w 2 kompanii KOP „Hołny Wolmera” funkcjonowała strażnica KOP „Borysówka”. W latach 1932 – 1939 strażnica znajdowała się w strukturze 4 kompanii KOP „Puńsk”. Strażnica liczyła około 18 żołnierzy i rozmieszczona była przy linii granicznej z zadaniem bezpośredniej ochrony granicy państwowej.
W 1932 obsada strażnicy zakwaterowana była w budynku popolicyjnym. Strażnicę z macierzystą kompanią łączyła szosa długości 2 km i trakt długości 14 km.

## Służba graniczna
Podstawową jednostką taktyczną Korpusu Ochrony Pogranicza przeznaczoną do pełnienia służby ochronnej był batalion graniczny. Odcinek batalionu dzielił się na pododcinki kompanii, a te z kolei na pododcinki strażnic, które były „zasadniczymi jednostkami pełniącymi służbę ochronną”, w sile półplutonu. Służba ochronna pełniona była systemem zmiennym, polegającym na stałym patrolowaniu strefy nadgranicznej, wystawianiu posterunków alarmowych, obserwacyjnych i kontrolnych stałych, patrolowaniu i organizowaniu zasadzek w miejscach rozpoznanych jako niebezpieczne, kontrolowaniu dokumentów i zatrzymywaniu osób podejrzanych, a także utrzymywaniu ścisłej łączności między oddziałami i władzami administracyjnymi. Strażnice KOP stanowiły pierwszy rzut ugrupowania kordonowego Korpusu Ochrony Pogranicza.
Strażnica KOP „Borysówka” w 1932 ochraniała pododcinek granicy państwowej szerokości 9 kilometrów 500 metrów od słupa granicznego nr 126 do 144, a w 1938 pododcinek szerokości 11 kilometrów 498 metrów od słupa granicznego nr 125 do 144.
Sąsiednie strażnice:
- strażnica KOP „Poluńce” ⇔ strażnica KOP „Dusznica” – 1928[2]
- strażnica KOP „Buraki” ⇔ strażnica KOP „Hołny Majera” – 1929[3]
- strażnica KOP „Poluńce” ⇔ strażnica KOP „Hołny Majera” – 1932[4], 1934[5] i 1938[6]